# Eupodotis senegalensis
L'otarda ventrebianco (Eupodotis senegalensis (Vieillot, 1821)) è un uccello della famiglia degli Otididi originario dell'Africa subsahariana.

## Descrizione

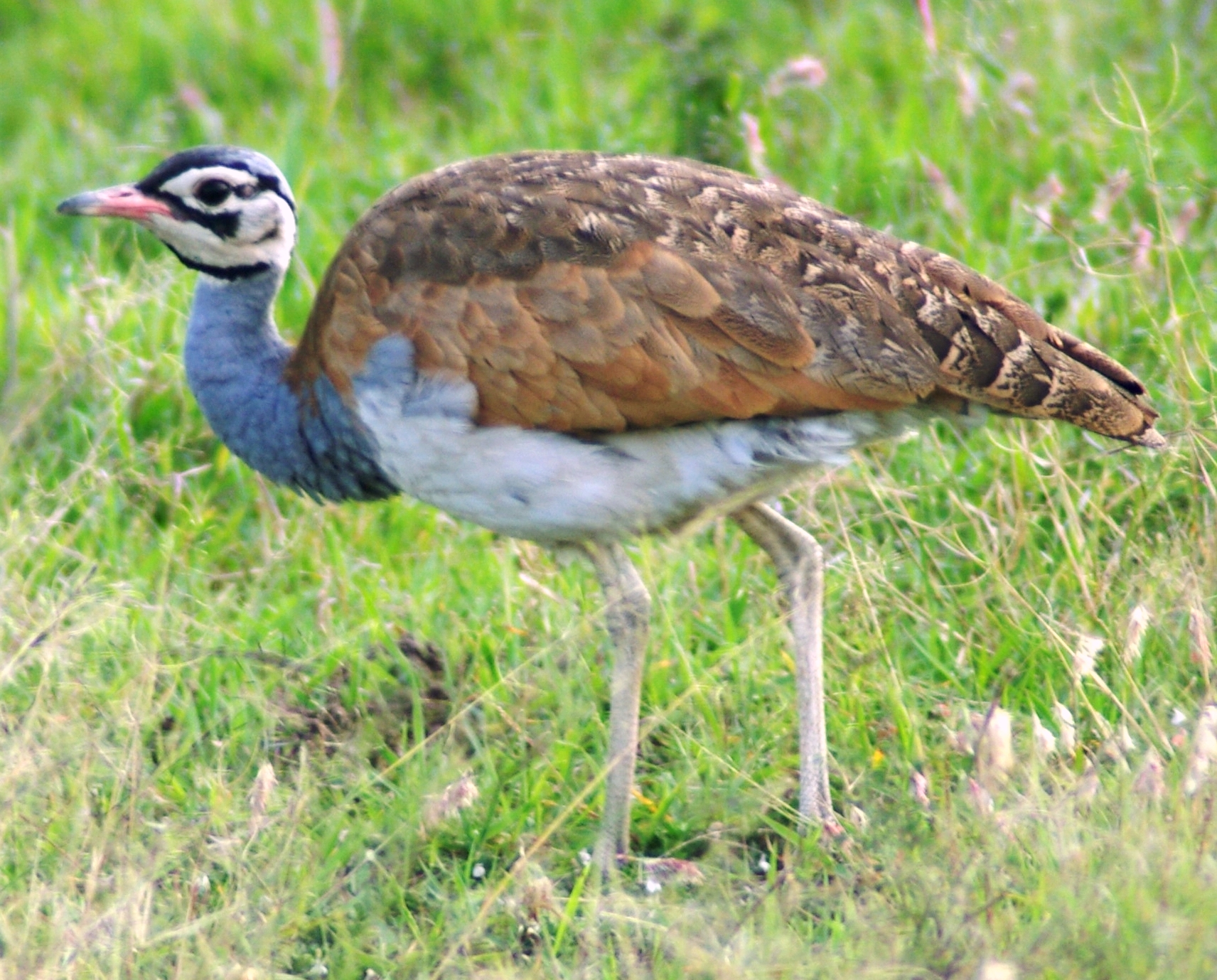
Maschio di E. s. canicollis nel santuario di Sweetwaters (Kenya).

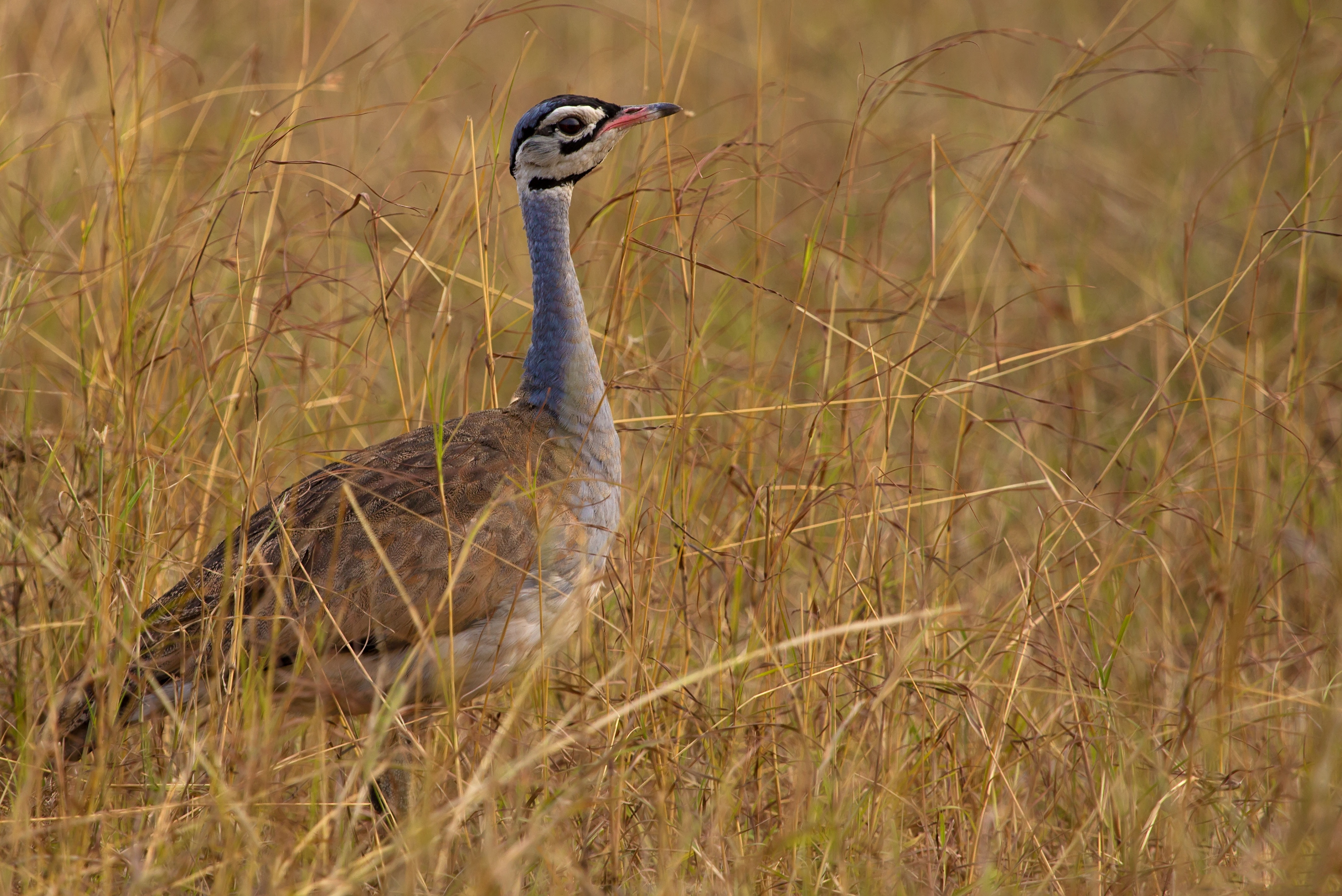
Maschio nel Masai Mara (Kenya).

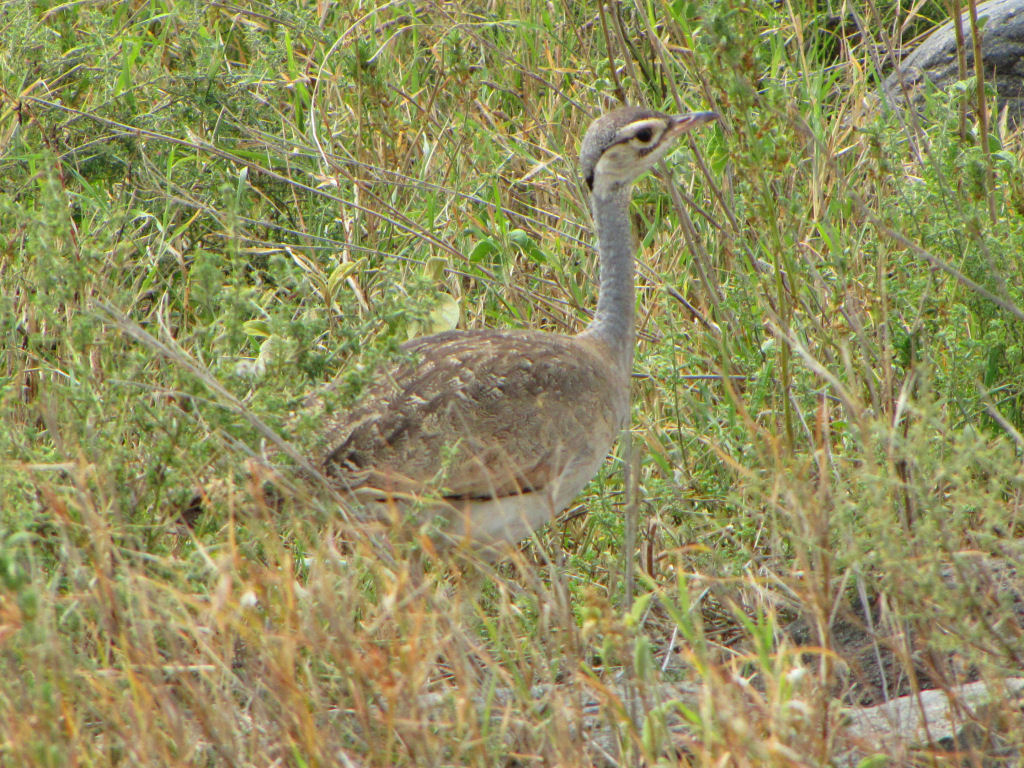
Femmina di E. s. erlangeri nel Serengeti (Tanzania).

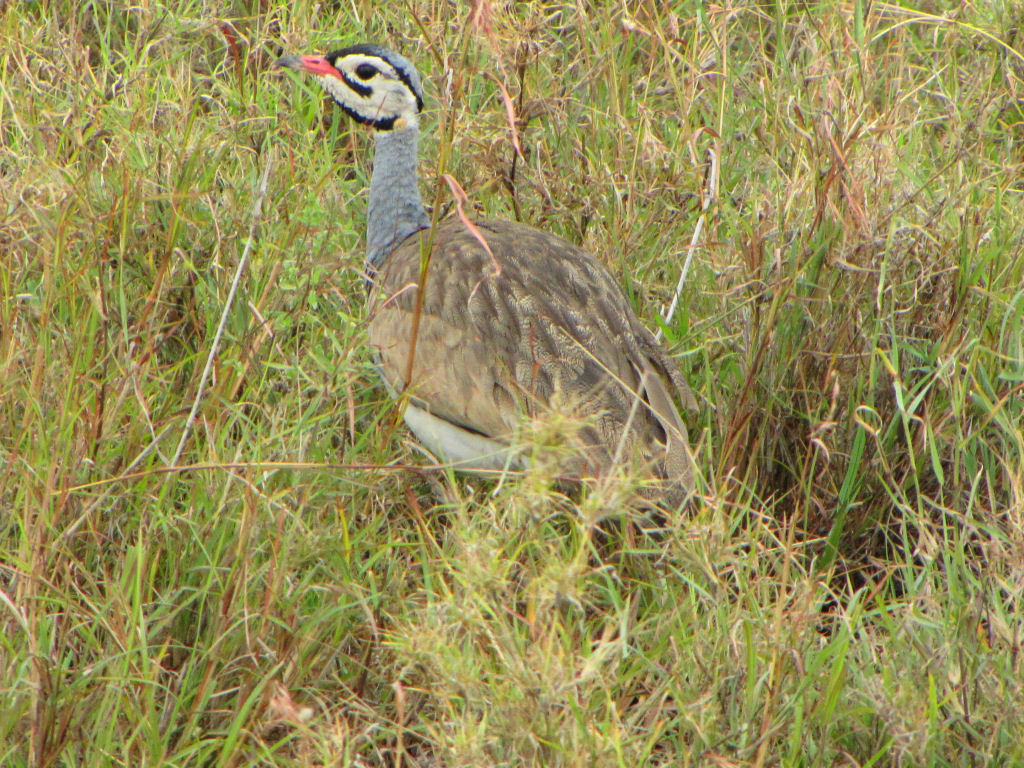
Maschio di E. s. erlangeri nel Serengeti (Tanzania).

### Dimensioni
Misura 50–60 cm di lunghezza, per un peso di 1400-1500 g.

### Aspetto
Le otarde ventrebianco hanno parti superiori di colore beige-fulvo con minuscole vermicolature marroni. La coda appare più grigia, con sottili barre scure. Il cappuccio è nero con una parte centrale grigia. Il colore bianco della faccia contrasta fortemente con l'evidente macchia nera che ricopre la gola. La parte anteriore del collo è di colore grigio-bluastro, il petto è beige-fulvo e il ventre è uniformemente bianco. Le zampe sono di colore giallo chiaro. Il becco è di colore rosato, con un culmen scuro. La femmina è piuttosto simile al maschio, ma è leggermente più piccola. Il nero del cappuccio e della gola è assente. Il collo è beige e non grigio. I giovani assomigliano alle femmine e, come queste ultime, presentano meno macchie sulla testa e sul collo.
Le altre sottospecie si diferenziano dalla razza nominale per le dimensioni, i disegni sul corpo e la differente quantità di nero sulla testa e di grigio sul collo. L'otarda ventrebianco viene a volte confusa con l'otarda di Nubia, nonostante presenti una faccia più bianca e meno nero sul mento.

### Voce
L'otarda ventrebianco emette un richiamo selvaggio, spavaldo e vibrante udibile anche da lunga distanza. Quando è in gruppo, gli altri membri si uniscono al coro. In volo, emette un richiamo trisillabico che può essere trascritto nel modo seguente: Kuk-pa-wow. È possibile udire anche un richiamo rauco wakka waak piuttosto simile a quello di una rana.

## Biologia
Le otarde ventrebianco vivono generalmente in coppie o in gruppi familiari formati da tre esemplari. All'evenienza, vivono anche da sole o in bande di quattro. Questi uccelli passano piuttosto facilmente inosservati, data l'alta vegetazione in cui si spostano lentamente. Tuttavia, non è troppo difficile individuarli, dal momento che comunicano abbastanza spesso e i loro richiami possono essere uditi anche da lontano. Le otarde ventrebianco sono in gran parte sedentarie. Tuttavia, in Ciad, si spostano verso nord durante la stagione umida. Anche in Sudafrica alcuni esemplari trascorrono l'inverno ad altitudini più modeste rispetto alla stagione di nidificazione, avvicinandosi soprattutto verso la costa del Natal. I territori dei gruppi familiari sono piuttosto vasti e misurano circa 40 ettari.

### Alimentazione
Le otarde ventrebianco si nutrono di termiti, di bruchi, di scarafaggi, di ragni, di scorpioni e di piccole lucertole. Completano il loro menu con semi d'erba, bulbi, bacche e fiori. A volte si riuniscono in aree che sono state colpite recentemente dagli incendi.

### Riproduzione
La stagione di nidificazione ha luogo in periodi diversi: da luglio a ottobre in Africa occidentale, da giugno a ottobre nel centro del Sahel, da marzo a giugno nel Corno d'Africa, da ottobre a maggio in numerose regioni dell'Africa orientale, da settembre a ottobre in Angola, a dicembre in Zambia e da ottobre a febbraio in Sudafrica. La specie è probabilmente monogama, ma difende collettivamente il suo territorio in gruppi formati da tre o quattro individui. Il nido è una piccola depressione creata grattando sul suolo nudo o tra i ciuffi d'erba. La covata comprende generalmente da uno a tre uova. I pulcini presentano un piumino color sabbia chiaro con striature scure molto evidenti.

## Distribuzione e habitat
Le otarde ventrebianco frequentano le savane e le praterie caratterizzate da erbe piuttosto alte, ma si trovano anche nelle distese di erbe più basse ove vi siano cespugli e piccoli alberi rachitici. Si insediano volentieri nelle radure, nei terreni agricoli e nelle pianure attraversate da fiumi. In Africa orientale si possono osservare fino a 2000 metri di altitudine. In Africa occidentale sembrano essere ben adattate alle zone aride e possono spingersi all'interno dei deserti durante la stagione umida. Nella Repubblica Centrafricana apprezzano in particolar modo le savane alberate. Le popolazioni meridionali isolate dalle altre razze africane effettuano delle scelte differenti. Vivono in praterie più fitte caratterizzate da erba più alta rispetto alle otarde azzurre, anche se a volte le due specie condividono la stessa zona. In Sudan si incontrano spesso in zone dal substrato sabbioso. In Kenya questi uccelli si ritirano all'interno delle zone boschive durante i momenti più caldi della giornata.
L'otarda ventrebianco è presente in gran parte dell'Africa a sud del Sahara. Tuttavia, il suo areale è molto frammentato e comprende numerose popolazioni isolate. Esso occupa una fascia di territorio piuttosto sottile che va dalla Mauritania fino al Sudan, ma copre anche una superficie molto estesa che va dal Corno d'Africa fino alla Tanzania. La specie è presente inoltre in Africa equatoriale (Gabon, Repubblica del Congo e Repubblica Democratica del Congo) e nell'estremità meridionale del continente (Botswana e Sudafrica).

## Tassonomia
Tenuto conto della configurazione del suo areale e della sua frammentarietà, ne vengono riconosciute non meno di cinque sottospecie:
- E. s. senegalensis (Vieillot, 1821), diffusa dalla Mauritania e dalla Guinea fino al Sudan e, forse, all'Eritrea;
- E. s. canicollis (Reichenow, 1881), diffusa dall'Etiopia fino al nord della Tanzania;
- E. s. erlangeri (Reichenow, 1905), diffusa nel Kenya meridionale e nella Tanzania occidentale;
- E. s. mackenziei C. M. N. White, 1945, diffusa nel Gabon orientale, nella Repubblica del Congo centrale, nella Repubblica Democratica del Congo meridionale e sud-orientale, nell'Angola meridionale e orientale e nello Zambia occidentale;
- E. s. barrowii (J. E. Gray, 1829), diffusa nel Botswana centrale e sud-orientale, nel Sudafrica orientale e nello Swaziland.

Anche se la differenza con le altre sottospecie, sia dal punto di vista fisico che comportamentale, non giustifichi realmente tale scelta, E. s. barrowii viene spesso considerata una specie a sé stante.

## Conservazione
La specie non è globalmente minacciata, ma, a seconda della regione, il suo stato di conservazione è molto diverso. In Costa d'Avorio sembra essere più rara che nel passato. In Niger e nei paesi del Sahel gli effettivi sembrano in forte diminuzione. In Africa orientale le densità sono piuttosto basse, tranne nel parco del Serengeti, dove la specie è molto numerosa. In Etiopia, in Somalia e in Eritrea è comune e le popolazioni che vivono al di sopra dei 1500 m stanno aumentando. In Africa centrale, in particolar modo nello Zambia, le otarde ventrebianco sono piuttosto rare o scarse. In Sudafrica sono considerate localmente comuni e nelle aree in cui coesistono con le otarde azzurre sono quattro volte più numerose rispetto a queste ultime.